# The Last Blade
The Last Blade (幕末浪漫 月華の剣士, Bakumatsu Rōman: Gekka no Kenshi, litt. La Romance du Bakumatsu : l'épéiste du clair de lune) est un jeu vidéo de combat en 2D développé et édité par SNK en 1997 sur borne d'arcade Neo-Geo MVS et en 1998 sur console Neo-Geo AES et Neo-Geo CD (NGM 234),,,. La version coréenne du jeu est appelée The Last Soldier.

## Histoire
L’action se déroule 1863 au Japon, en plein Bakumatsu. Gaisei, un grand maître des arts martiaux, est retrouvé mort par l’un de ses élèves, Moriya, qui est alors accusé de meurtre et doit fuir.
Les autres élèves de Gaisei chercheront très vite à venger sa mort. 
Le scénario, particulièrement riche pour un jeu de combat, raconte également l’histoire de quatre esprits gardiens, correspondant aux Quatre animaux : Genbu (la tortue-serpent), Byakko (le tigre blanc), Suzaku (le phénix) et Seiryu (le dragon).
Kagami, un puissant guerrier protégé par Suzaku, finit par devenir tellement misanthrope qu’il décide de punir l’humanité en ouvrant un portail avec les enfers ; différents protagonistes chercheront à l’arrêter…

## Système de jeu
The Last Blade peut être considéré comme le successeur spirituel d’une autre licence populaire de SNK, Samurai Shodown, dans le sens où c’est également un jeu de combat en 2D à l’arme blanche et qu’il a été créé par le même développeur bien après les débuts de la licence précitée.
Il en diffère cependant sur bien des points, c’était même à la base le projet concurrent du premier Samurai Shodown.
Le jeu nécessite l’utilisation de 4 boutons : deux servent à mettre des coups d’épées (fort ou faible), un aux coups de pied et le dernier est réservé aux contres ; en appuyant au bon moment sur celui-ci on bloque l’assaut adverse et l’on peut immédiatement contre-attaquer.
Chaque combattant possède plusieurs furies et peut être choisi dans deux modes différents : un mode « puissance » qui augmente la force et les furies et un mode « vitesse », qui privilégie les combos.

## Spécificités
Outre un soin porté à la narration peu commun dans son genre, le jeu se distingue par son style général romanesque et nostalgique qui illustre le Bakumatsu, époque où les Samouraïs sont peu à peu révolus au passé.
Les musiques vont dans ce sens et font ainsi plus penser à des musiques de Jeu vidéo de rôle qu'à des musiques de jeu de combat. Les stages semblent eux avoir été conçus comme des tableaux animés et rappellent fréquemment cette époque d'ouverture du Japon par leurs thèmes et différents éléments (voyage, bateau, occident).

## Personnages jouables
- Kaede : Le héros du jeu, il était l'un des disciples de Gaisei et cherche à venger sa mort. Sa transformation « awake » est inspirée du Super Saïyen.
- Yuki : Une magicienne qui se sert de la neige pour combattre, c'est la sœur de Kaede et elle aussi était disciple de Gaisei.
- Juzoh Kanzaki : Une force de la nature armée d’une massue en fer et dont il se sert comme d’une batte de baseball ; le frère adoptif d'Akari.
- Akari Ichijou : Petite sœur adoptive de Juzo, c'est une magicienne pouvant invoquer divers esprits et autres fantômes.
- Moriya Minakata : Autre ancien élève de Gaisei, il est supposé être l’auteur de son meurtre par son frère Kaede et vit désormais seul en fugitif.
- Genbu no Okina : Protégé par l'esprit Genbu, c'est un petit vieillard adepte de la pêche qui se bat avec sa cane et ses tortues.
- Lee Rekka : Un combattant chinois venu au Japon pour perfectionner son art martial. Il se bat à l'aide d'un éventail et use de son pouvoir du feu.
- Keiichiro Washizuka : Un Samouraï de la vieille école qui enquête sur l’auteur de l’ouverture du passage vers les enfers.
- Shikyoh : Un psychopathe sanguinaire fort violent qui se bat avec deux lames.
- Zantetsu : Membre d’une grande lignée de ninjas, il combat afin de démontrer la puissance du ninjutsu. Son descendant n'est autre qu'Eiji, un autre ninja dans Art of Fighting 2.
- Hyo Amano : Un bon vivant qui profite de tous les plaisirs de la vie (alcool, femmes, cigarettes, jeu) et qui se bat avec une épée en bois (bokutou).
- Shigen Naoe : Un gigantesque colosse, avatar de Byakko, qui possède le pouvoir de transformer ses membres en métal.

## Série
1. The Last Blade
2. The Last Blade 2 (1998)